# Rond-point Thiers
Le rond-point Thiers est une place située dans la commune du Raincy.

## Situation et accès
Ce rond-point, aussi appelé place Thiers, est le point de rencontre de plusieurs voies de communication :
- L'avenue de la Résistance, anciennement avenue du Chemin-de-Fer,
- l'avenue de Livry, son prolongement vers le nord,
- l'avenue Thiers vers l'ouest et l'est.

Il peut être desservi par la gare du Raincy - Villemomble - Montfermeil.

## Origine du nom
Il tient son nom de l'avocat, journaliste et historien Adolphe Thiers (1797-1877).

## Historique
Il forme l'intersection des deux axes principaux du château du Raincy édifié au XVIIe siècle par Jacques Bordier, intendant des finances du roi Louis XIII.
Ce rond-point s'appelait initialement Rond-point du Raincy.
C'est à cet endroit que passait la ligne de tramway du Raincy à Montfermeil, à la fin du XIXe siècle.